# 백자 상감연화당초문 병
백자 상감연화당초문 병(白磁 象嵌蓮花唐草文 甁)은 대한민국 경기도 용인시 처인구 포곡읍, 호암미술관에 있는 조선시대의 백자이다. 1995년 12월 4일 대한민국의 보물 제1230호로 지정되었다.

## 같이 보기
- 백자

## 참고 자료
- 백자 상감연화당초문 병 - 국가유산청 국가유산포털